# Międzynarodowe Stowarzyszenie Robotników
Międzynarodowe Stowarzyszenie Robotników (ang. International Workingmen's Association, w skrócie IWA), również Pierwsza Międzynarodówka (ang. First International) – międzynarodowa organizacja robotnicza założona 28 września 1864 roku w Londynie. Jej założycielami było 20 osób, m.in.: Henri Tolain, Friedrick Lessner, Hermann Jung, Karl Schapper, Konstanty Bobczyński, Ludwig Wolff. Za cel stawiała sobie koordynację działalności organizacji robotniczych z różnych krajów świata, miejsce wymiany doświadczeń i poglądów organizacji socjalistycznych oraz pomoc dla strajkujących i walczących o prawa robotnicze. Była forum, gdzie ścierały się osoby o bardzo zróżnicowanych poglądach od radykalnych działaczy anarchistycznych i komunistycznych do utopijnych socjalistów i umiarkowanych socjaldemokratów. Pierwszym przewodniczącym był Karol Marks a pierwszą siedzibą Londyn. Następnie siedziba została przeniesiona do Nowego Jorku.
W 1876 roku na kongresie w Filadelfii I Międzynarodówka została rozwiązana, ze względu na nie dające się pogodzić konflikty między anarchistami i marksistami. Część działaczy założyła w 1889 roku II Międzynarodówkę.

## Spotkanie w Saint Martin’s Hall, Londyn 1864

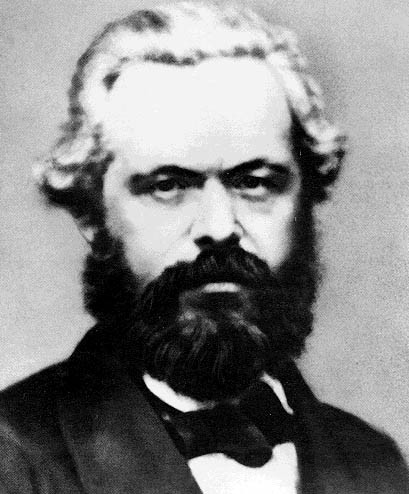
Karol Marks (1818–1883)

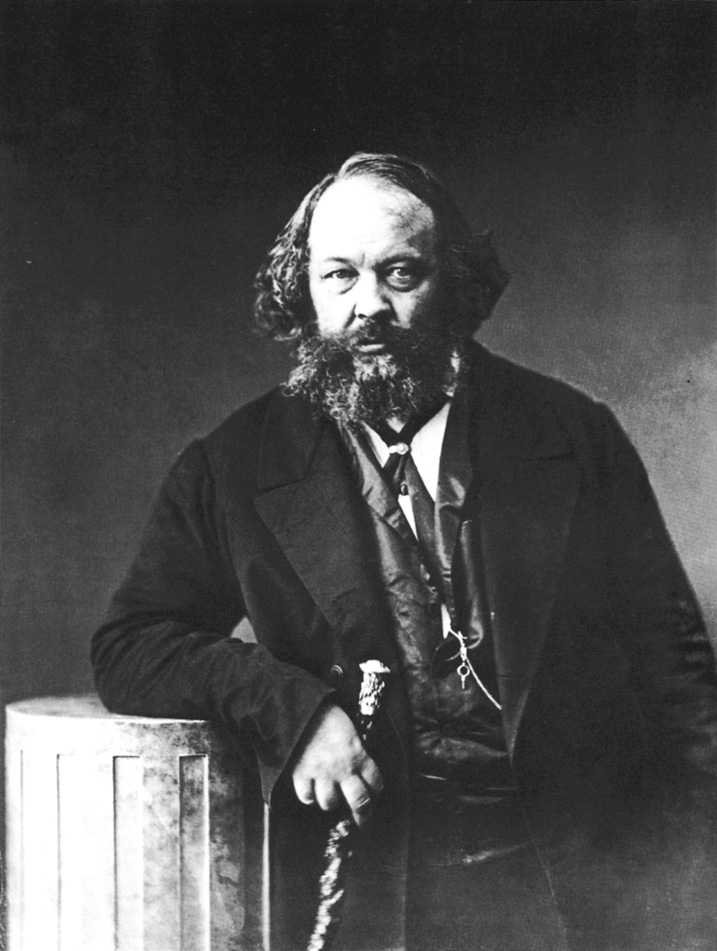
Michaił Bakunin (1814–1876)

Po zduszeniu przez władze carskie powstania styczniowego w 1863 roku, francuscy i brytyjscy robotnicy rozpoczęli dyskusje i działania zmierzające do nawiązania bliższych więzi pomiędzy obiema grupami. W sierpniu 1863 roku w Londynie w St. James’ Hall miało miejsce spotkanie zwołane w celu uhonorowania polskiego zrywu niepodległościowego. Uczestniczyli w nim także przedstawiciele francuskiego ruchu robotniczego. Odbyła się tam dyskusja na temat potrzeby utworzenia międzynarodowej organizacji, która między innymi zajęła by się ochroną przed umożliwianiem imigracji zagranicznych pracowników, co mogłoby zostać wykorzystane przez pracodawców do łamania strajków. We wrześniu 1864 roku kilku francuskich delegatów ponownie odwiedziło Londyn w celu utworzenia specjalnego komitetu działającego w celu wymiany informacji ważnych dla robotników z różnych krajów. 28 września odbyło się wielkie spotkanie w St. Martin’s Hall, któremu przewodniczył profesor Edward Spencer Beesly. W swoim przemówieniu otwierającym obrady, opowiedział się za stworzeniem unii robotników świata w celu wprowadzenia ogólnoświatowej sprawiedliwości. W podobnym tonie wypowiedział się działacz związkowy, George Odger.
Na spotkaniu tym zdecydowano jednogłośnie o utworzeniu międzynarodowej organizacji pracowniczej. Jej siedziba miała być w Londynie, gdzie miał działać komitet złożony z 21 wybieranych członków. Miał on zająć się spisaniem zasad i statutu. Większość brytyjskich członków komitetu stanowili działacze związkowi, tacy jak George Howell; francuskimi byli np. Denoual, Victor Le Lubez, a z innych krajów pochodzili m.in. Johann Eccarius i Karol Marks.
5 października powstała Rada Generalna, do której dokooptowano przedstawicieli innych narodów. Różne grupy próbowały przeforsować swoje pomysły: Luigi Wolff (sekretarz Mazziniego) proponował wzorowanie się na włoskiej organizacji pracowniczej, a zwolennik filozofii Roberta Owena, John Weston przedstawił program związany z tym nurtem myśli politycznej. Międzynarodowe Stowarzyszenie Robotników stało się aliansem różnych, często nie zgadzających się ze sobą grup, takich jak francuscy mutualiści i blankiści, angielscy oweniści, włoscy republikanie, zwolennicy Mazziniego czy też inni socjaliści. W czasie swego krótkiego istnienia Stowarzyszenie rozwinęło się w duży ruch, z lokalnymi federacjami w wielu krajach, czego efektem było powstanie silnej bazy dla aktywizmu klasy pracującej. Karol Marks był najsilniejszą osobowością od samego początku – był wybierany do każdej następnej Rady Generalnej.
Z powodu dużej ilości różnych orientacji filozoficznych w łonie I Międzynarodówki, od początku pojawił się tam konflikt. Pierwsze obiekcje względem Marksa pojawiły się za sprawą mutualistów, którzy (jako działacze anarchistyczni) opowiadali się przeciwko komunizmowi i etatyzmowi. Jednakże wkrótce po przyłączeniu się do organizacji Michaiła Bakunina i jego zwolenników (nazywanych wówczas kolektywistami) w 1868, I Międzynarodówka została spolaryzowana na dwa obozy: jeden pod przywództwem Marksa, drugi – właśnie Bakunina. Najbardziej chyba znamienną różnicą pomiędzy oboma stronnictwami była proponowana strategia osiągnięcia ich wizji socjalizmu. Anarchiści opowiadali się za bezpośrednią ekonomiczną walką z kapitalizmem, bez prowadzenia politycznej, parlamentarnej agitacji. Odwrotność propagowali myśliciele marksowscy, chcąc skupić się na działalności parlamentarnej. Z tego też powodu, kiedy w Cesarstwie Niemieckim w 1871 roku wprowadzono powszechne prawo wyborcze, wielu niemieckich socjalistów zostało aktywnymi członkami marksistowskiej Socjal-Demokratycznej Partii Niemiec.
Pierwszy kongres I Międzynarodówki miał miejsce w 1866 roku w Genewie. Jego najważniejszym postanowieniem było przyjęcie postulatu 8-godzinnego dnia pracy jako jednego z głównych żądań ruchu.

## Kongres w Lozannie, 1867
Kongres w Lozannie odbył się w dniach 2–8 września 1867 roku. Marks nie brał w nim udziału, był zajęty pisaniem ostatnich rozdziałów swego słynnego Kapitału. W Kongresie brało udział 64 delegatów z Wielkiej Brytanii, Francji, Niemiec, Belgii, Włoch i Szwajcarii. Raporty dochodzące do uczestników kongresu mówiły m.in. o tym, iż zwiększa się wpływ I Międzynarodówki na klasy pracującej rozmaitych krajów. Delegatom z Francji, w większości proudhonistom udało się wywrzeć duży wpływ na postanowienia programowe, doprowadzając nawet do rewizji niektórych punktów ustaleń z Genewy (podkreślając zwłaszcza kwestie kooperacji i kredytu).
Jednakże Kongres w Lozannie potwierdził ważność rezolucji genewskiej dotyczącej walki ekonomicznej i strajków, a także wydał dokument dotyczący wolności politycznej, podkreślający iż socjalna emancypacja robotników nie może być oddzielona od wyzwolenia politycznego. Wbrew działaniom proudhonistów, Kongresowi udało się wybrać ponownie Radę Generalną w podobnym składzie jak poprzednio i pozostawić jej siedzibę w Londynie.

## Kongres w Brukseli, 1868
Kongres w Brukseli odbył się w 1868 roku. Głównym przedmiotem jego obrad stał się stosunek do anarchistycznej Ligi Pokoju i Wolności. Kongres opowiedział się (zgodnie z poglądami Marksa na ten temat) za niełączeniem się Stowarzyszenia z Ligą. Pomimo tego zachęcił robotników do popierania wszystkich progresywnych ruchów antymilitarnych.

## Kongres w Hadze, 1872
Po upadku Komuny Paryskiej (1871), Bakunin scharakteryzował idee Marksa jako autorytarne i stwierdził iż jeśli marksiści dojdą do władzy, wówczas skończą tak samo źle jak członkowie klasy panującej, przeciwko której walczą. W 1872 r., w czasie Kongresu w Hadze, konflikt ten osiągnął swoje apogeum i zakończył się rozłamem w łonie ruchu – Bakunina i Jamesa Guillaume wykluczono z Rady Generalnej Międzynarodówki. Moment ten uznawany jest za początek długiego konfliktu pomiędzy anarchistami a marksistami.

## Rozłam
Odtąd istniały de facto dwie organizacje uważające się za „Międzynarodowe Stowarzyszenie Robotników”. Sekcje krajowe odrzuciły decyzje kongresu haskiego i Rady Generalnej, która została według ustaleń tego kongresu przeniesiona do Nowego Jorku.
Sekcje krajowe (nazywane czasem „Międzynarodówką antyautorytarną” albo „Międzynarodówką anarchistyczną”) zwołały kilka następnych kongresów (w St. Imier, Genewie, Bernie, Verviers) natomiast próby zwołania kongresu przez Radę Generalną zakończyły się fiaskiem.
Rada Generalna I Międzynarodówki zakończyła działalność 4 lata później, po konferencji w Filadelfii, natomiast „Międzynarodówka antyautorytarna” działała do kongresu w Verviers, w 1877 r. Przez następne 5 lat próby ponownego powołania do życia stowarzyszenia zakończyły się niepowodzeniem. Jednakże w 1889 roku powstała II Międzynarodówka, natomiast anarchiści ostatecznie zdecydowali się podczas kongresu w Berlinie w 1922 r. na powołanie do życia anarchosyndykalistycznego Międzynarodowego Stowarzyszenia Pracowników.